# White Zombie
Pour les articles homonymes, voir White Zombie (film).
White Zombie est un groupe de metal industriel américain, originaire de New York. Formé en 1985, le groupe est dissous en 1998 par Rob Zombie pour suivre une carrière solo. En 2000, White Zombie est listé dans le classement des 100 meilleurs groupes de VH1 à la 56e place.

## Biographie

### Débuts
Rob Zombie commence sa carrière de musicien en 1985 en créant (avec Sean Yseult, qu'il mettra à la basse) le groupe White Zombie, une formation hybride alliant rock, punk et heavy metal. Le groupe est influencé par la passion de Zombie (d'abord appelé Rob « Dirt » Straker) pour les vieux films d'horreur (il était d'ailleurs en école d'audiovisuel à New York) et toute la culture s'y rattachant. C'est d'ailleurs Rob Zombie, en tant que leader, qui s'occupait de tout dans le groupe en matière de design des pochettes, vidéos, t-shirts, et concerts[réf. nécessaire].
Leur première production Gods On Voodoo Moon, un 45 tours de quatre titres tiré à 300 exemplaires, sort en 1985 sur Silent Explosion, un label indépendant créé par le groupe, seulement après un mois de formation. Le White Zombie du début n'a rien à voir avec celui connu, les titres de ce 45 tours sont un mélange de metal et de punk-rock avec des guitares psychédéliques. Le groupe est alors composé de Rob Straker au chant, Sean Yseult à la basse, Ena Kostabi à la guitare et Peter Landau à la batterie. La légende[Quoi ?] dit que seulement une centaine de ce 45 tours aurait été vendue et que Rob en aurait encore 200 chez lui[réf. nécessaire]. Ils produisent ensuite un deuxième 45 tours en 1986, toujours sur Silent Explosion, intitulé Pig Heaven/Slaughter the Grey, à deux pressages de 500 exemplaires,. Ena Kostabi et Peter Landau sont remplacés. Tim Jeff prend la guitare et Ivan de Prume la batterie. Leur premier EP, Psychohead Blowout (tirage à 1 000 exemplaires[réf. nécessaire]), sort encore au label Silent Explosion en mai 1987. Cette fois, la guitare est tenue par Tom Guay.

### Succès et séparation
Leur premier album voit le jour en novembre 1987. Intitulé Soul Crusher, il est édité sur Silent Explosion à 2 000 exemplaires[réf. nécessaire], puis réédité par Caroline Records. Il sera édité en vinyle et cassette. Cet album est disponible en CD pirate[Quoi ?] avec PsychoHead Blowout.
Leur second album, Make Them Die Slowly (1989), marque le commencement de la gloire. Poussé par Iggy Pop[réf. nécessaire], le groupe entre en studio avec Bill Laswell, mais le résultat ne satisfera encore pas le groupe. La guitare est tenue par J. Après toutes ces années, le groupe n'est toujours pas satisfait du résultat de leurs albums. C'est pour cela qu'il ne jouent jamais leurs anciens morceaux. Tous ces efforts sont récompensés en 1990 lorsque le groupe signe avec Geffen Records. En 1992 sort alors La Sexorcisto : Devil Music Vol. 1, bien accueilli par la presse spécialisée, atteignant la 26e place du Billboard 200 et la deuxième place des Billboard Heatseekers. Le groupe enchaîne dans la foulée plus de 350 concerts. Après les remix de Thunder Kiss '65 par le groupe KMFDM (Night Crawlers : The KMFDM Remixes), Rob Zombie trouve enfin le son qu'il veut donner à White Zombie (et qu'il peaufinera en solo). Astro-Creep : 2000 annonce le retour de White Zombie le 11 avril 1995. L'album reçoit un franc succès (double disque de platine) et atteint la 6e place du Billboard 200 ; Rob Zombie reçoit le prix du meilleur clip hard rock aux MTV Video Music Awards avec sa vidéo More Human Than Human. L'album Supersexy Swingin' Sounds, remixant Astro-Creep suit de près ce dernier dans son succès en atteignant la 17e place du Billboard 200, et en devenant disque de platine[réf. nécessaire]. Le groupe effectue par la suite plusieurs grosses tournées puis se sépare.
Après la dissolution de White Zombie, Rob Zombie entame une carrière solo, Sean Yseult continue la basse, ainsi que le piano au sein de Rock City Morgue, J. passe à la production (d'ailleurs producteur du dernier R.C.M: Dead Man's Song) et John Tempesta, après avoir suivi Rob Zombie sur ces deux premiers albums solo, part pour retourner dans Helmet. En mai 2013, l'ancien batteur du groupe Phil Buerstatte décède.

## Membres

### Derniers membres
- Rob Zombie (Rob Cummings) – chant (1985–1998)
- Sean Yseult – basse (1985–1998)
- Jay Yuenger – guitare (1989–1998)
- John Tempesta – batterie, percussions (1994–1998)

### Anciens membres
- Ena Kostabi – guitare (1985–1986)
- Peter Landau – batterie, percussions (1985–1986)
- Ivan de Prume – batterie, percussions (1986–1992)
- Tim Jeffs – guitare (1986)
- Tom Guay (Tom Five) – guitare (1986–1988)
- John Ricci – guitare (1988–1989)
- Phil Buerstatte – batterie, percussions (1992–1994; décédé en 2013)

## Discographie
- 1985 : Gods on Voodoo Moon (45 t)
- 1986 : Pig Heaven/Slaughter the Grey (45 t)
- 1987 : Psychohead Blowout (E.P.)
- 1987 : Soul Crusher (album uniquement disponible en vinyle)
- 1989 : God of Thunder (E.P.)
- 1989 : Make them Die Slowly
- 1992 : La Sexorcisto : Devil Music Vol. 1
- 1992 : Nightcrawlers (album de remix)
- 1995 : Astro-Creep : 2000
- 1996 : Supersexy Swingin' Sounds (album de remix)
- 2008 : Let Sleeping Corpses Lie (compilation)
- 2016 : It Came From N.Y.C. (compilation)
- 2018 : Astro-Creep : 2000 Live (album live)